# Orivit
Die ORIVIT AG war ein deutsches metallverarbeitendes Unternehmen, das zu Beginn des 20. Jahrhunderts Luxus- und Gebrauchsgegenstände im Jugendstil herstellte.

## Geschichte
Das Warenzeichen ORIVIT wurde 1898 von Ferdinand Hubert Schmitz angemeldet (* 31. Oktober 1863 in Minden; † 15. Mai 1939 in Bonn), der 1894 die mehrmals umbenannte „Rheinische Bronze- und Metallwarenfabrik Johann Heinrich Welke“ in Bedburg übernahm. Erste Erzeugnisse wurden auf der Weihnachtsausstellung im Münchner Kunstgewerbemuseum präsentiert, es folgte die Teilnahme an der Weltausstellung in Paris 1900, wo das Unternehmen eine Goldmedaille gewann. Weitere Auszeichnungen erhielt es 1902 auf der Industrie- und Gewerbeausstellung Düsseldorf und 1904 auf der Louisiana Purchase Exposition.
1903 wurde eine neue Fabrik in Köln-Ehrenfeld errichtet. Nach der Übernahme der Orivit AG durch die Württembergische Metallwarenfabrik übernahm 1905 Heinrich Alle, der ab 1906 durch Georg Friedrich Schmitt in einer Position unterstützt wurde, die Leitung. Gleichzeitig ging die Kunstgewerbliche Metallwarenfabrik „Orion“ damit in die Orivit AG über.
Im Ersten Weltkrieg wurde die kunstgewerbliche Produktion eingestellt, 1918 wiederaufgenommen, bis der Betrieb 1926 ganz stillgelegt wurde.
2022 wurde die Marke ORIVIT durch die Firma SalesRocks GmbH, heute Batta Holding GmbH neu angemeldet.

## Produkte
Die durch den Namen „Orivit“ gekennzeichnete Produktgruppe umfasste „Gestanzte und gegossene Luxus und Gebrauchsgegenstände aus Zinn, Kupfer, Messing, Weißmetall oder sonstigem geeigneten Metall, roh, ganz oder teilweise vergoldet, versilbert oder auch mit Glas, Krystall oder Porzellan zusammen montiert, nämlich: Becher, Kannen, Krugdeckel, Kerzenleuchter, Tablettes, Schüsseln, Schalen, Thee- und Kaffeeservice, Tischschaufeln, Bürsten, Bowlen, Weinkühler, Brotkörbe, Tafelaufsätze, Handspiegel, Dosen, Vasen, Figuren.“
Das Design der Produkte wurde unter anderem von Hermann Gradl, Georges Charles Coudray, Theo Blum, Georg Grasegger, Walter Scherf (1875–1909), Victor Seifert und Johann Christian Kröner entwickelt.

Produktbeispiele Orivit
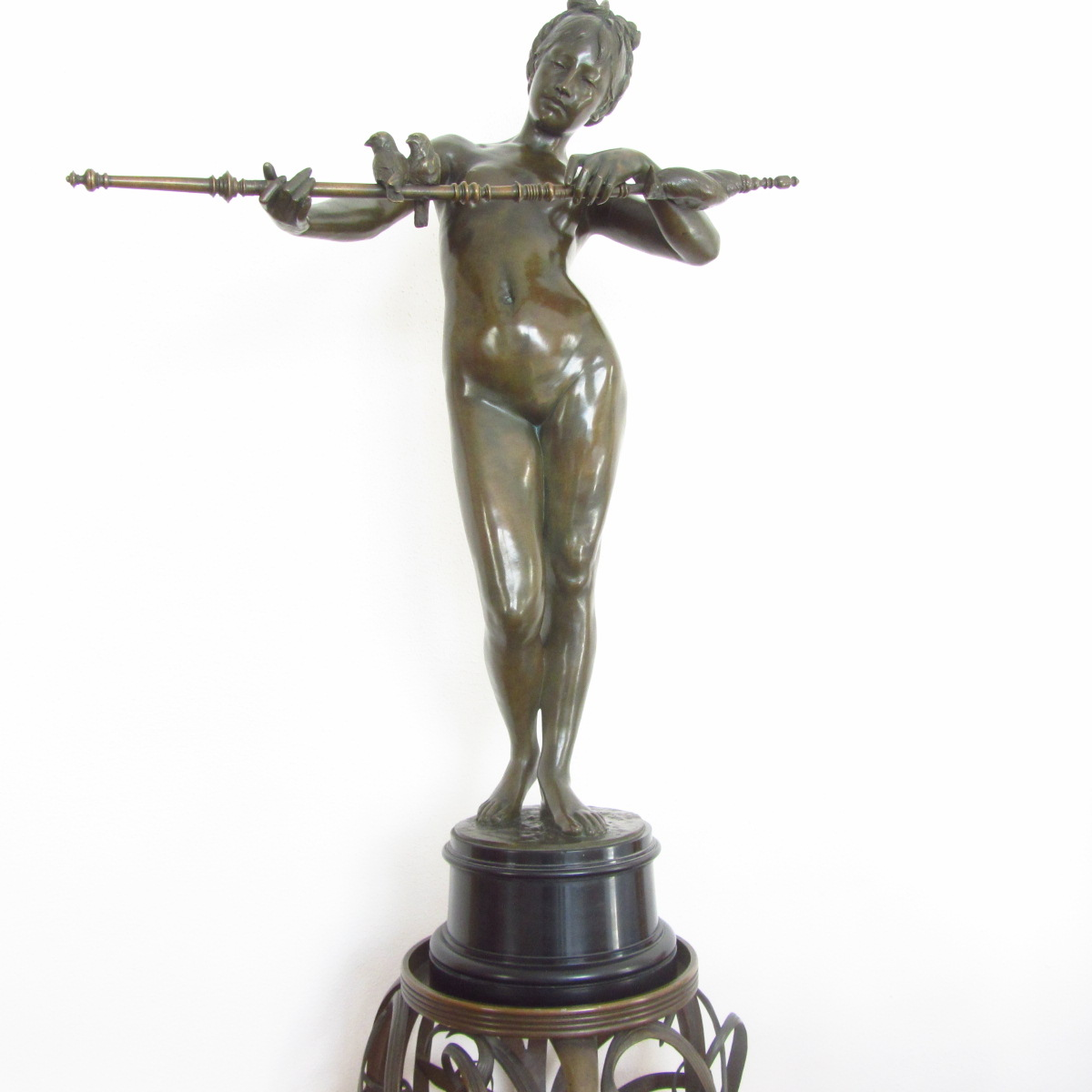
Bronzefigur „Mädchen mit Vogelpaar“
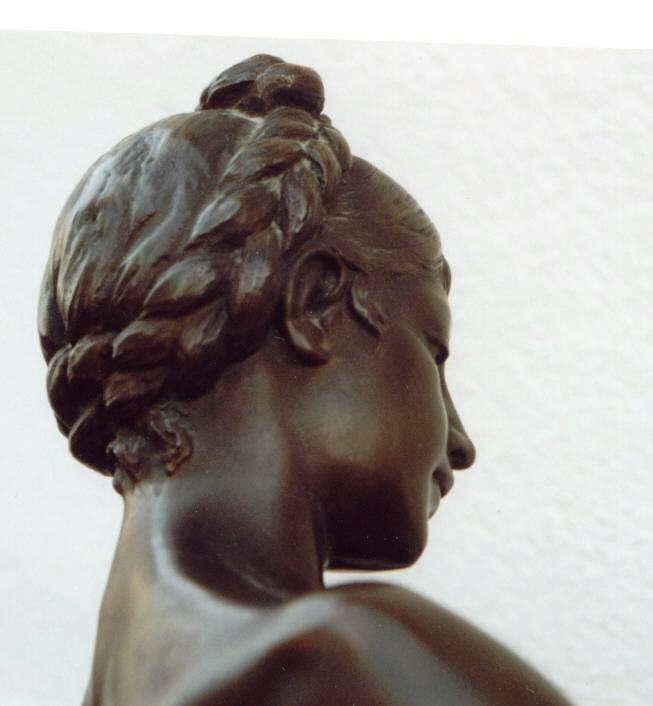
Bronzefigur „Seitenansicht Kopf“
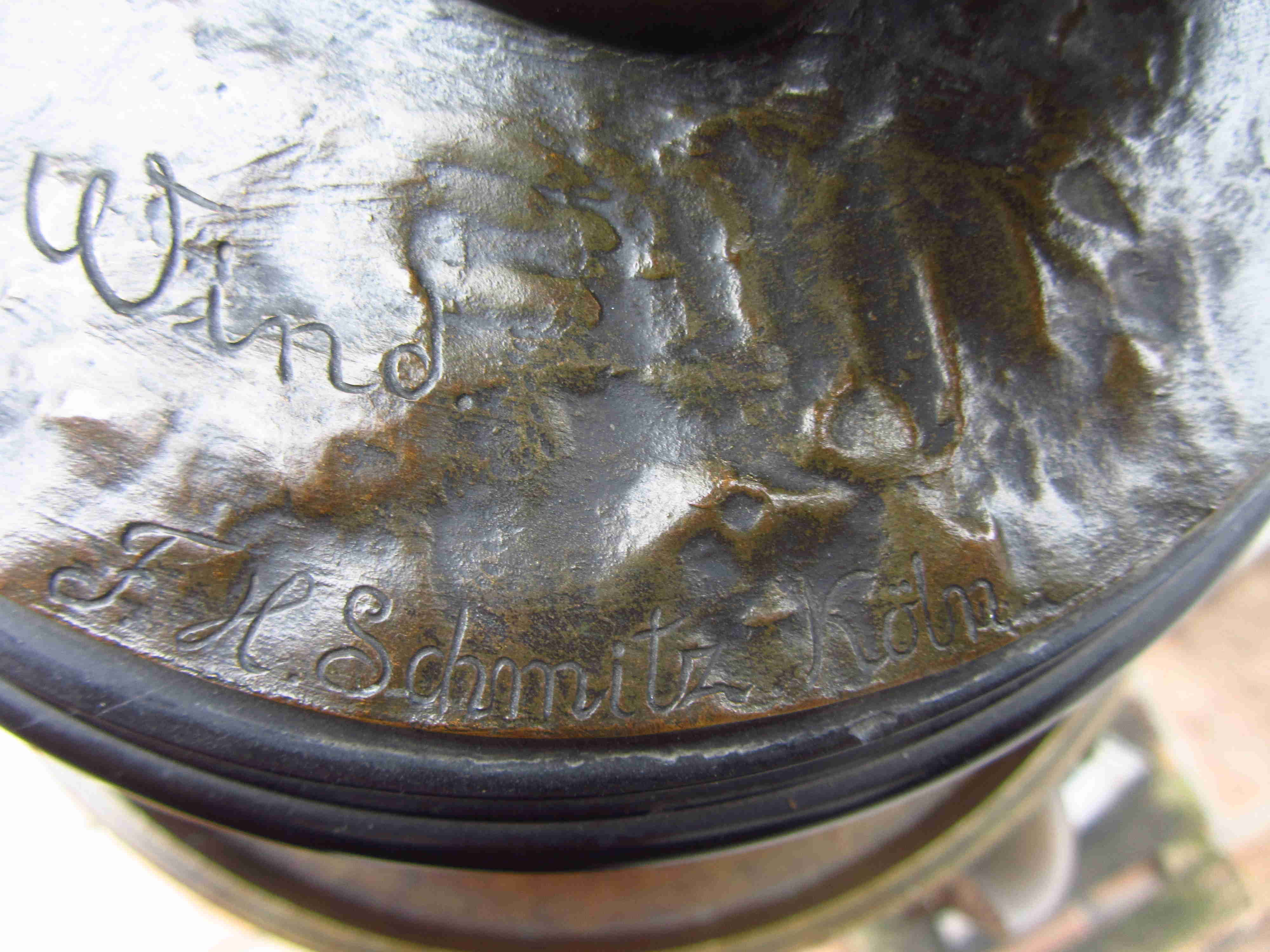
Bronzefigur „Signatur auf dem Sockel“
Bowlengefäß, Glas mit Zinnmontierung
Pfauenvase 1
Signatur der Orivit-AG (Boden der Pfauenvase)
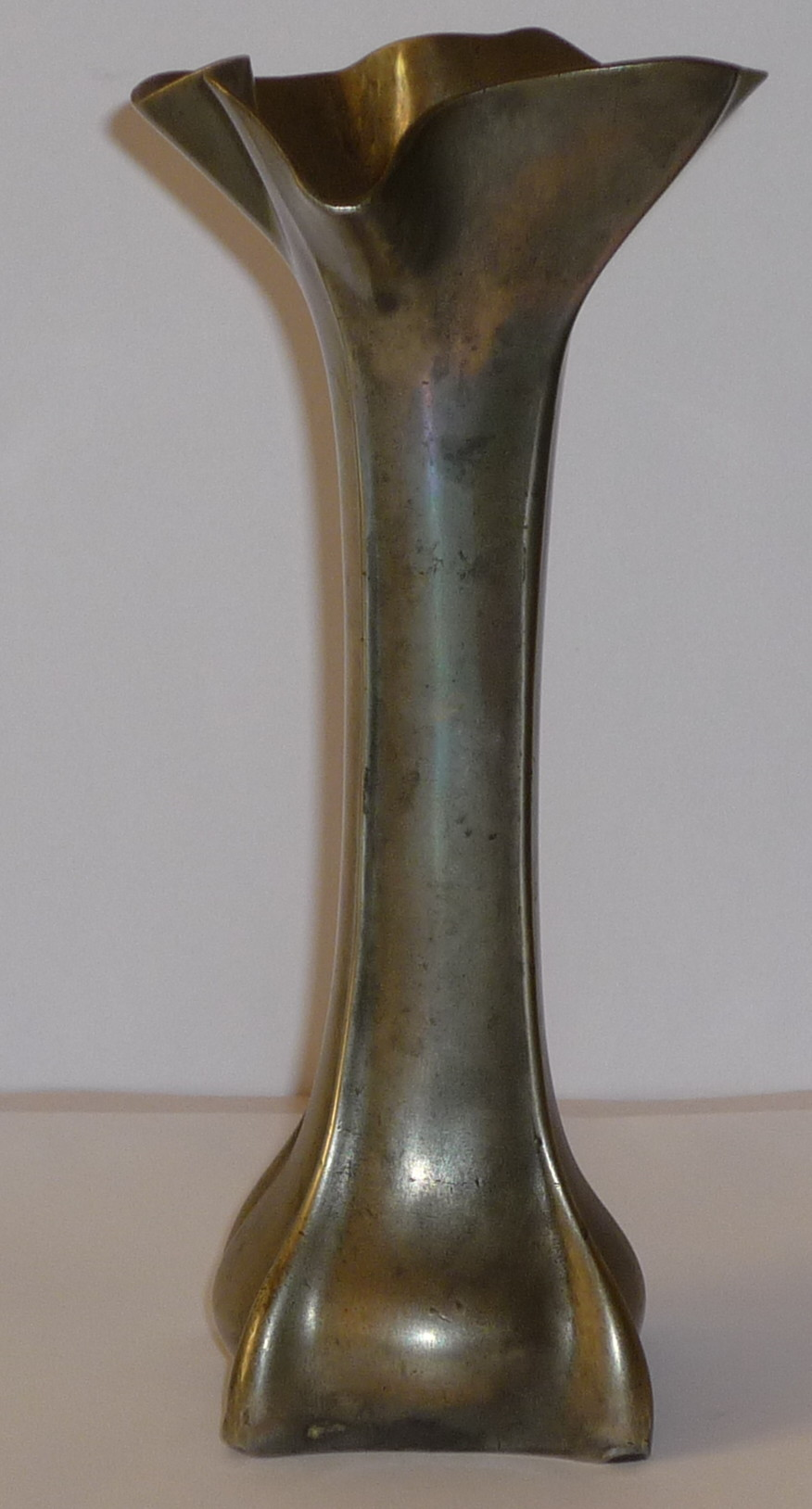
Jugendstil Vase, n° 2568.

## Sammlungen
Eine große Sammlung befindet sich in privater Hand und wurde im Jahr 2021 im ZDF in der Sendung Bares für Rares – Sammlerstücke vorgestellt. Eine große öffentliche Sammlung besitzt das Kreismuseum Zons.